# James Leonard Brierley Smith
James Leonard Brierley Smith, också känd som "Doc" J.L.B. Smith, född 26 september 1897 i Graaff Reinet, Sydafrika, död 7 januari 1968, var professor i iktyologi vid Rhodesuniversitetet i Grahamstown i Sydafrika. Han var son till postföreståndaren Joseph Smith och Emily Ann Beck. Föräldrarna sägs ha varit ointresserade av bildning och kultur, och det var anledningen till att Smith senare bröt kontakten med sin familj. Han är bland annat känd för att han år 1938 beskrev och namngav kvastfeningen (Latimeria chalumnae), efter att Marjorie Courtenay-Latimer hittat ett exemplar av denna tofsstjärtfisk på ett fartyg.

## Ungdomsår
Smith fick 1912 stipendium till Diocesan college i Rondebosch i Kapstaden – en av Sydafrikas finaste privatskolor – och blev en av deras mest uppmärksammade elever. Under denna tid cyklade han en dag in i en temporär grind någon ställt upp tvärs över vägen, och krossade njurarna. Han blödde i ett år, och hans kamp för att helt återfå hälsan efter detta kom att bli lång.
Vid första världskrigets utbrott började han läsa kemi vid Victoria college i Stellenbosch och avgick med det högsta betyget i hela landet vid sluttentamen, vilket ledde till fler stipendier.

## Krig i Östafrika
När den sydafrikanske premiärministern Jan Christian Smuts vädjade till medborgarna att ställa sig på de allierades sida och gå in i tyska Östafrika skrev han in sig som infanterist. Under tiden som militär drabbades han av malaria, dysenteri och akut reumatisk feber, han var nära att dö på ett sjukhus i Kenya, och han transporterades hem med permanent frisedel, varpå han fullföljde studierna och avlade en masters degree of science.
Han avlade sedan doktorsexamen i England, lärde sig tyska flytande, forskade ett tag i senapsgaser, och blev universitetslektor och biträdande professor i organisk kemi vid Rhodesuniversitetet i Grahamstown.

## Fiskarna
Smiths fritidsintresse var framför allt fiske och fiskar och deras identifikation. På grund av bristande litteratur inom området uppfann han ett sifferssystem för att identifiera och klassificera fiskar. "Det tog all min lediga tid i ett år, och sammanställningen innebar att jag fick skriva en miljon siffror, men det fungerade", som han uttryckte det. Hans första vetenskapliga iktyologiska artikel, New and little known fishes from the south and east coasts of Africa, publicerades år 1931. Han började publicera artiklar i Albany museums tidskrifter, var snart ett respekterat namn i iktyologiska kretsar, och blev ofta kontaktad av människor som behövde hjälp att identifiera fiskarter.
Han började nu studera fossila fiskar och tillbringa veckor till sjöss med trålare, för att studera fisken på plats.

## Familj
1938 gifte sig Smith med Mary Margaret McDonald i Florida i Gautengprovinsen. Margaret McDonald – som var Smiths andra hustru – var arbetsam och flitig, och skulle komma att dela sin mans berömmelse och passion för fiskar. Från och med giftermålet arbetade de i team, fram till Smiths död. Tillsammans fick de ett barn, sonen William Smith. Smith hade redan flera barn från sitt första äktenskap.

## Arbetsmänniskan och underbarnet Smith
James Leonard Brierley var en egenartad person, som kunde driva sin omgivning från vettet på grund av sina krav på disciplin och energi. Ingen fick lata sig, han tillät inga tepauser, vägrade anställa någon som rökte eller använde parfym. All korrespondens måste omgående tas om hand – "Brev är som fisk", sade han, "lämnar man dem mer än tre dagar börjar de lukta".
Smith hade fotografiskt minne, läste på sexton språk och talade åtta. Han skrev tre läroböcker i kemi. Efter ett tre veckors besök i Moçambique hade han lärt sig portugisiska, och höll ett en och en halv timme långt föredrag utan manus.
En gång kände han på femton meters avstånd igen en människa han aldrig träffat, sonen till en klasskamrat han inte sett på femtio år: för Smith räckte huvudformen till för att identifiera mannen.

## Professor och bara fiskar
År 1945 blev han erbjuden att skriva en populärvetenskaplig bok om fiskar, varvid han sade upp sig från sin tjänst som kemist, och blev professor i iktyologi.